# Camille Huysmans
Pour les articles homonymes, voir Huysmans.
Camille Huysmans, né le 26 mai 1871 à Bilzen, et mort le 25 février 1968 à Anvers, est un homme politique belge, de tendance socialiste. Figure importante du mouvement flamand, il exerce les fonctions de bourgmestre d'Anvers, de président de la Chambre des représentants de 1936 à 1939 et de Premier ministre d'août 1946 à mars 1947.

## Biographie

### Enfance
Camille Huysmans est né dans la maison achetée quelques années plus tôt par son grand-père nommé David Hansen, géomètre du cadastre. À sa naissance, il fut inscrit au registre d’état civil sous le nom de Jean Joseph Camille Hansen. C’est seulement en 1881, lorsque sa mère se marie avec Auguste Godefroid Huysmans que Camille se voit attribuer le nom de famille « Huysmans ». Son père biologique était un pharmacien nommé Odomar Francken. Ce dernier s’occupa de Camille financièrement mais ne le reconnut pas. Il fut donc élevé dans un entourage où l’emprise religieuse et anticléricale étaient fort mêlées. Son grand-père était très imprégné d'anticléricalisme d’origine libérale et ne cachait pas son désaccord avec ce qui concerne l’ingérence du clergé dans les affaires civiles . Catharina Hansen, mère de Camille et son époux Godefroid tenaient un magasin de tissus qui sera par la suite conservé par sa sœur Joséphine jusqu'à sa mort en 1955 .
L'illégitimité de sa naissance marquera fort Camille Huysmans comme l'écrira bien plus tard sa fille Sara dans son journal.

### Études
A l'âge de 8 ans, Camille est le seul élève de son école, les autres enfants étant à l’école catholique. Malgré cela, il ne s’est pas laissé vaincre par l’anticléricalisme et s’est toujours montré conciliant. Il commença ses études secondaires en 1882 à l'athénée royal de Tongres et à 16 ans, il poursuivit sa scolarité à l’École normale de Liège. En première secondaire, c’était un élève plutôt médiocre mais déjà très indépendant malgré son jeune âge. C’est seulement à partir de la troisième secondaire qu’il deviendra un excellent étudiant. En rhétorique, il devient membre avec Joseph Cuvelier et Lambrecht Lambrechts du de Kluchtvrienden qui deviendra par la suite un véritable cercle littéraire. Camille ne s’intéressait pas du tout à la politique quand il était encore étudiant. Il était plutôt intéressé par la musique et le chant et faisait partie d’une chorale « Les disciples de Grétry ». Ensuite, il entreprit d’étudier les langues germaniques à l'École Normale à Liège où il obtint le diplôme de « professeur agrégé de l'enseignement moyen du degré inférieur » communément appelé le régendat.

### Vie privée
À l'âge de 26 ans, à Schaerbeek le 29 mai 1897, il épouse Marthe Espagne, une Schaerbeekoise dont les parents étaient originaires du Limbourg, à la suite de quoi, il s'installa à Bruxelles. Ils eurent trois enfants : 
* Sara Betsy (Saint-Josse-ten-Noode  17 décembre 1897 - Woluwe-Saint-Pierre 18 janvier 1983)  , conseillère aux Beaux-arts en 1965, elle a créé l’Orchestre national de Belgique, les Concerts de Midi, des Midis de la Poésie, les Midis de la Danse et le CeBeDeM, le Centre Belge de Documentation pour la Musique.
* Marthe Camille (1900-1988), figure belge de la IIIe Internationale, communiste et qui fut à partir de 1955 présidente de l’Association Belgique-Chine. Elle s'était engagée auprès des Républicains durant la guerre civile espagnole et était journaliste au journal Le Peuple. C'est elle qui avait organisé le voyage de son père en République populaire chinoise en 1958 ainsi qu'en 1961, celui de la reine Élisabeth. Elle avait épousé à Londres le 16 août 1941 Jean Deguent (Berchem (Anvers) 12 janvier 1907 - Ixelles 28 octobre 1992), avocat au Cabinet d'Eugène Soudan, professeur de droit et d'économie politique, membre du Parti communiste de Belgique (PCB), dont elle divorça dans les années 1950.
* Paul Auguste Louis Adolphe Camille né à Bruxelles le 17 juin 1905 , qui épousa en 1928 Madeleine Ceulemans. Le couple eut trois enfants: Margaretha (décédée à l'âge de huit mois), David et Helena Huysmans.
Camille Huysmans n'avait pas trop la fibre paternelle d'après sa fille Sara.
Marthe Espagne, première épouse de Camille Huysmans, est décédée en 1955.
Le 25 septembre 1957, à l'âge de 86 ans, Camille Huysmans épouse à Watermael-Boitsfort, sa seconde femme, Ida Smissen, âgée de 35 ans, née à Budingen le 12 mars 1922 et morte à la maison de repos Notre-Dame de Lourdes à Léau le 1er juillet 2001, et qui était enseignante de formation, puis directrice d'une école de filles.

## Parcours professionnel

### Philologue
Au cours de toute sa vie, il porte beaucoup d’intérêt à la production littéraire de la province du Limbourg. Pendant ses études, il est membre du cercle universitaire « Onze Taal »
 . Afin de compléter certains manquements de connaissances pour ce qui concerne la région de Bilzen, il crée, en collaboration avec d'autres personnes, la Société limbourgeoise des sciences et lettres (Limburgsche Maatschappij voor Letterkunde en Wetenschappen). Ensuite, il rejoint le Limburgsch Jaarboek où il publiera des articles, poèmes et divers comptes-rendus. À l’âge de 20 ans, il publie son premier poème : Een vastenavond in 1483.

### Journaliste
Camille Huysmans devient un journaliste socialiste. Au XXe siècle, il sera une figure emblématique du Parti ouvrier belge. En 1896, commence sa carrière journalistique en tant que rédacteur parlementaire au journal Petit Bleu. Ses articles portent essentiellement sur la politique, la musique et le théâtre . Son premier article sera publié dans Le Peuple sous le nom de « Spiridio » . Cet article aborde la question de la concentration du sol capitaliste au Limbourg. Il publie également des articles dans Le Soir et La Réforme sous le pseudonyme d’« Erasme ». Camille trouvait qu’il était important d’instruire la classe ouvrière et c’est pour cette raison qu’il crée quelques périodiques tels que la Gazet van Brussel (1898), De Ploeg (1900), Het Goede Zaad (1907), et enfin La semaine politique (1912) qui défendait, en français, la cause flamande et ce, en collaboration avec Max Hallet.

### Enseignant
En 1893, il accepte le poste de professeur au Collège de l’Union à Ypres. La même année, il crée, en collaboration avec un de ses collègues une revue progressiste qui s’appelait La Lutte - De Strijd. Pendant ce temps, il continue à collaborer avec le « Limburgsch Jaarboek » . Trois ans plus tard, il devient professeur d’anglais pendant un an à l’Athénée Royal d’Ixelles afin de remplacer Paul Hamelius (en). Cependant, il est révoqué par François Schollaert, Ministre catholique de l’Instruction publique, à cause de ses opinions politiques . Son amitié avec Louis de Brouckère lui permet, cependant, de continuer à enseigner à «L’école des petites études» ainsi qu’à l'Institut des hautes études de Belgique. Il enseigna également les institutions politiques de l’Antiquité et la littérature française, grecque et latine à l’Université nouvelle.
Camille Huysmans fonde en 1926, l’École supérieure de la Cambre qui eut comme premier directeur Henry van de Velde (1863-1957). Cette institution vouée aux arts plastiques a contribué à un nouvel épanouissement, en Belgique, de la peinture, de la sculpture et de l'architecture. Plus tard, elle s'adjoindra le décor de théâtre et le cinéma d'animation. Dénommée, au début du XXIe siècle, École supérieure des arts visuels, cette école a compté, parmi les enseignants et les étudiants, les peintres Paul Delvaux, Jean-Michel Folon et Serge Creuz, les architectes Léon Stijnen et Victor Bourgeois.

### Politicien

#### Secrétaire de la Deuxième Internationale
En 1905, il devient secrétaire de la Deuxième Internationale et le reste pendant 17 ans. C'est August Bebel, homme politique socialiste, qui l'assigna à ce poste lors du Congrès d'Amsterdam en 1904. Il s’est vu confier le fonctionnement de cette grande institution grâce à sa loyauté et sa discrétion, qui furent deux traits importants de sa personnalité. L'Internationale avait pour but de devenir une grande puissance mais personne ne réussit véritablement à atteindre cet objectif en raison de multiples obstacles jusqu’à son arrivée. Il eût pour mission d'écarter le secrétariat de l’immobilisme et y parviendra. Il ne se comportait pas comme un simple exécutant mais prenait des initiatives. Il exprima sa volonté de créer un organisme de coordination. Le Bureau socialiste international prit alors de plus en plus d’ampleur.
Au cours de sa tâche, il dut faire face à trois tâches politiques : la première, fût d’assurer la mise en application du Congrès d'Amsterdam de 1904. La seconde, fut de diffuser le socialisme dans le monde. Il se battit pour les opprimés et contre l’injustice. Enfin, il voulut exceller dans le domaine de la lutte contre la guerre . Cette dernière tâche divisait l’Internationale et Huysmans se trouvait dans le camp des minoritaires. Il était le défenseur d’une politique internationale active. Sa méthode pacifiste se déroula en 2 stades : le premier, qui dura jusqu'en 1914, fut que son action se confondit avec celle de l’Internationale. Le second se déroula pendant la Première Guerre mondiale où il mena l'action quasi seul . En tant que secrétaire de la Deuxième Internationale, il est confronté à l'antisémitisme et parvient, malgré de nombreuses critiques, à introduire les sionistes parmi les membres de l’Internationale .

#### Mandataire communal à Anvers
En 1919, il est nommé député pour l’arrondissement d’Anvers. Ensuite, il devint membre du conseil communal d’Anvers. C’est à cette période qu'il conclut le « mariage mystique » avec Frans Van Cauwelaert (Parti Catholique) : c'est le début de leur collaboration . Cette alliance entre les catholiques et les socialistes permit la paix scolaire à Anvers pendant plusieurs années. En 1925, il devient échevin de l’enseignement  où il est amené à changer la structure de l’éducation. Il prévoit un pacte scolaire permettant une égalité des salaires dans l’enseignement communal, une réforme de l’éducation et, enfin, développe les bâtiments scolaires. La même année, il démissionne de son poste afin de devenir ministre des Arts et des Sciences dans le gouvernement de M. Prosper Poullet. Après les élections communales de 1932, il devient bourgmestre de la ville d'Anvers pendant 7 ans et ce, dans un contexte de crise économique. Il réussit à remonter la vie économique du pays par des expositions et des campagnes de publicité favorisant la vie commerciale. En 1936, il est élu Président de la Chambre des représentants et le restera pendant trois ans. Huit ans plus tard, il redevient bourgmestre d’Anvers. Durant cette période, il marqua un fort intérêt pour l’industrie diamantaire.

#### Ministre
En 1911, il rédige avec les députés Catholiques Frans Van Cauwelaert et Louis Franck une proposition de loi afin de créer une université néerlandophone à Gand. En 1945, il devient Ministre d’État et dirige un gouvernement de gauche appelé « la mouette sur une patte »  qui ne dura que quelque temps. Ce gouvernement fut remplacé par celui du Gouvernement Spaak III où Huysmans est nommé Ministre de l’Instruction publique. Entre 1954 et 1958, il préside, à nouveau, la Chambre des représentants.

## Les guerres

### La Première Guerre mondiale
Durant la Première Guerre mondiale, réfugié en France avec des parlementaires de tous les partis ainsi que le gouvernement, Huysmans participe à une tentative de conciliation initiée par des socialistes de pays en guerre. C'est en 1916, à Stockholm, qu'eût lieu la rencontre qui fut sans lendemain, les partisans de la guerre étant dominants dans les grands pays belligérants.
En 1915, Huysmans se réfugia avec sa famille à La Haye étant donné que les évènements à Bruxelles étaient devenus insupportables. C’est d’ailleurs, à la suite de cela, qu’il installa le BSI dans cette ville des Pays-Bas. Son objectif était de parvenir à préserver cette institution qui fut déjà fortement secouée durant la Première Guerre mondiale. L’Internationale avait alors pour mission de préparer des propositions de paix et de trouver une solution de remplacement à la guerre.

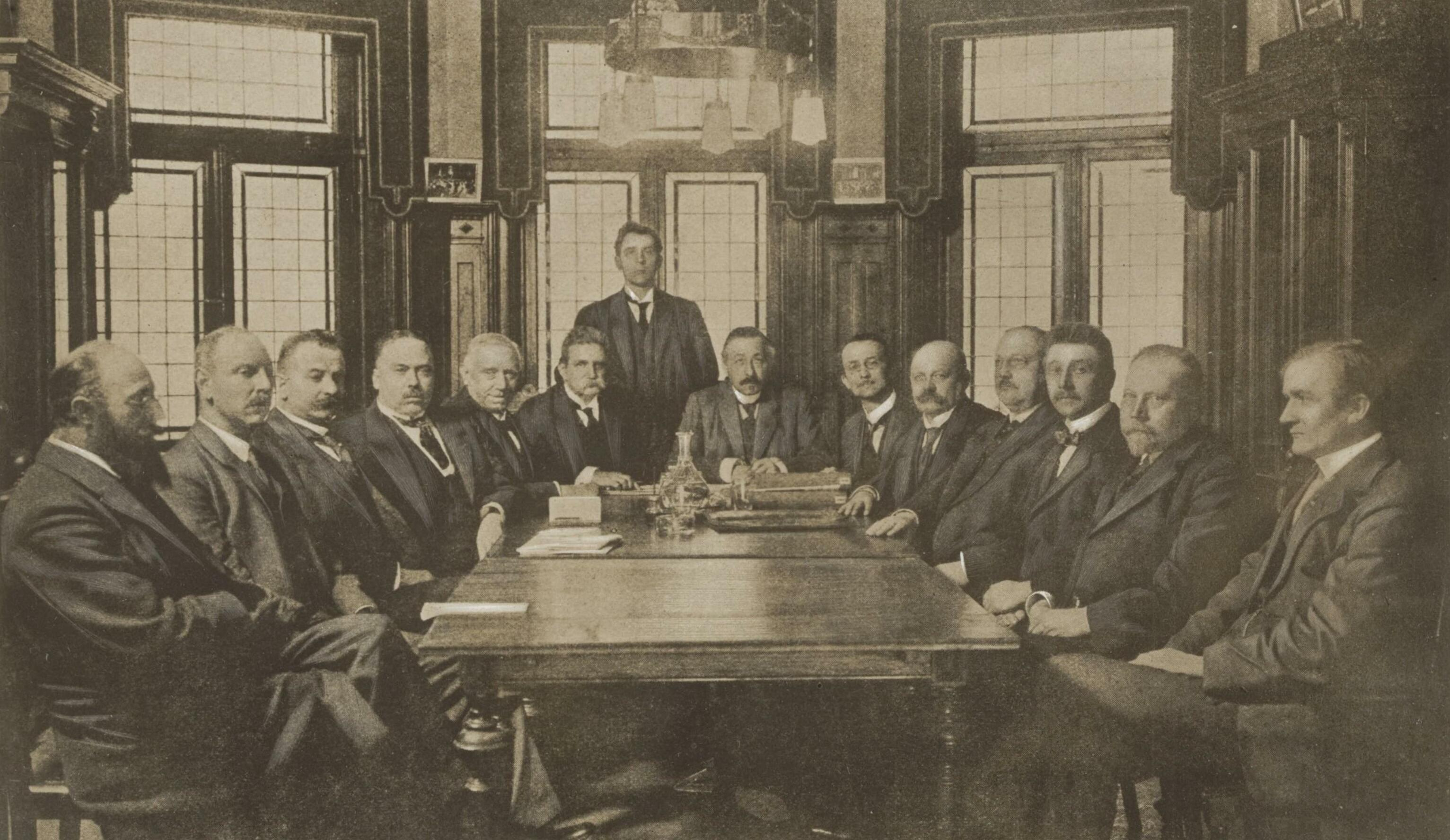
Camille Huysmans lors de la Conférence de Stockholm en 1917.

En 1916, lorsque Huysmans affirma que l’Internationale n’était pas morte, il se mit à dos toute la gauche de Conférence de Zimmerwald. La gauche née lors de cette conférence était alors en pleine croissance et la montée de l’opposition durant la guerre amena Huysmans à nouer des relations avec les socialistes des pays combattants. C’est pour cette raison que va naître en 1917, le plan de la Conférence de Stockholm. Le roi Albert Ier a toujours soutenu Huysmans dans son ambition de se rendre à cette conférence. Huysmans défendit la conférence de Stockholm et provoqua ainsi le mécontentement de l’opinion publique belge. Il parvint cependant à passer outre aux critiques et poursuivit son chemin.

### La Seconde Guerre mondiale
Durant la Seconde Guerre mondiale, Huysmans rejoignit le libéral Marcel-Henri Jaspar à Londres et tenta avec lui de mettre sur pied un « Comité national belge », chargé de continuer la lutte contre l'Allemagne au côté des alliés. Il avait encore toujours l’ambition de continuer son combat contre le nazisme. Ensuite, il se rallie au Premier ministre Hubert Pierlot et au ministre des Affaires étrangères Paul-Henri Spaak qui se réfugièrent en France à Poitiers puis à Limoges dans l'espoir d'y patronner la continuation de la guerre et qui, obligés de fuir lors de l'armistice franco-allemand, arrivèrent à Londres pour y installer le gouvernement belge en exil.
Il arriva à Londres le 27 juin 1940 et fit le point sur la situation de la Belgique : il constate que celle-ci n’était pas du tout brillante et qu'elle gardait de grosses séquelles de la capitulation. Le 5 juillet, le gouvernement belge de Londres naquit avec comme président Huysmans à sa tête. Cependant, le gouvernement britannique se refusa à reconnaître ce dernier. Avec pour conséquence qu'il créa un office parlementaire belge.

## Hommages
Nombreux sont les artistes qui ont voulu lui rendre hommage, tant par la statuaire que par la peinture, en passant par les titres honorifiques. Sara Huysmans, fille de Camille Huysmans, légua en 1982 aux Musées royaux des beaux-arts de Belgique le portrait de Camille Huysmans, peint à l’huile sur toile par l’artiste-peintre Isidore Opsomer. De plus, une statue créée par Idel Ianchelevici, représentant Camille Huysmans orne la ville d’Anvers depuis 1981. Sur le socle de celle-ci, nous pouvons lire un discours qu’il prononça en 1940 « De wereld zal niet gered worden door diegenen die hun hoofd buigen en kruipen voor de brutale macht maar wel door diegenen die onvervaard rechtstaan en strijden voor algemene vrede en algemene welvaart voor een wereld zonder verdrukking en zonder vervolging in een democratische gemeenschap van broederlijkheid onder alle volken der aarde ». (Traduction libre : Le monde ne sera pas sauvé par ceux qui courbent la tête et rampent devant la force brute, mais par ceux qui se lèvent sans hésiter et luttent pour la paix et la prospérité générales, pour un monde sans oppression ni persécution, dans une communauté démocratique de fraternité entre tous les peuples de la terre). En 1947, il est nommé docteur honoris causa par l’université d'Amsterdam et 9 ans plus tard par l'université de Gand.
Après son décès survenu le 25 février 1968, dans son appartement de la Belgiëlei à Anvers, causé par une grippe, les Anversois se réunirent aux funérailles de leur ancien bourgmestre. À la suite de cet événement, le conseil échevinal de la ville rebaptisa l'avenue des Colonies en avenue Camille Huysmans .

## Publications

### Revues
- "Les fabriques dans le Limbourg", Le peuple, 8 juin 1897.
- "La révolution belge et Rogier", Le peuple, 25 juillet 1897.
- "Le congrès national", Le peuple, 21 août 1897.
- "La papauté et l’assassinat", Le peuple, 22 août 1897.
- "La propagande à Waremme", Le peuple, 4 septembre 1897.
- "Les contrats des sucriers", Le peuple, 5 septembre 1897.
- "La Belgique allemande", Le peuple, 30 septembre 1897.
- "La traite des blanches", Le peuple, 25 novembre 1897.
- "La révolte des paysans", Le peuple, 18 février 1898.
- "Karl Marx à Bruxelles", Le peuple, 20 mars 1898.
- "Les oreilles du roi Midas", Le peuple, 29 mars 1898.
- "Une infamie policière", Le peuple, 14 avril 1898.
- "Une banqueroute", Le peuple, 11 juillet 1898.
- "La cause de la révolution en Italie", Le peuple, 13 aout 1898.
- "Le trafic des blanches", Le peuple, 1er décembre 1898.
- "Le programme et la tactique socialiste", L’Avenir social, 1900.
- "Un essai critique", L'avenir social, 1906.
- "La signification du 2e Congrès international du travail à domicile", Le peuple, 17 septembre 1912.
- "Herinneringen aan Max", Volksgazet, 8 novembre 1939.
- "Bij een wetenschappelijke verjaring", Volksgazet, 8 avril 1951.
- "Voor de 90-jarige Jan Van Zutphen", Volksgazet, 8 aout 1953.
- "Henry Vandervelde", Socialisme, 1958.

### Ouvrages
- Een vastenavond in 1483. Met een geschiedkundige inleiding van J. Cuvelier (poésie), Tongres, 1891.
- Jeugdherrineringen, Antwerpen, 1971.
- La plus value immobilière dans les communes belges, Gand, 1909.
- The Policy of The International, London, 1916.
- Le roman d’Ulenspiegel et le roman de Charles De Coster, Bruxelles, Esseo, 1960.
- Quatre types ; le Renard et Ulenspiegel, le démon et le diable, Antwerpen, Ca ira, 1937.
- De Belgische socialisten in London, Antwerpen, 1981.
- Camille Huysmans en het onderwijs, Antwerpen, 1976.
- Camille Huysmans geschriften en documenten, Antwerpen, 1974.
- Lettre à un jeune socialiste, Bruxelles, 1955.